# シニ
シニ（クロアチア語:Sinj）はクロアチア･スプリト＝ダルマチア郡の都市。2001年現在の人口は25,373人である。シニはスプリトから内陸側に25km離れた場所に位置し、スヴィラヤ山（Svilaja）、ディナラ山（Dinara）、カメシュニカ山（Kamešnica）、ヴィソカ山（Visoka）に囲まれており近くにはペルチャ湖（Perućko jezero）がある。セティーナ川（Cetina）が近くを流れる。

## 歴史
シニに人が住み始めたのは新石器時代頃であるとされ、ローマ時代の痕跡も残されている。14世紀オスマン帝国の支配下に入っていたが15世紀オスマン帝国との攻防の末、ヴェネツィア共和国が力を取り戻し1797年までヴェネツィア共和国の領域であった。ヴェネツィア共和国の後、ナポレオン支配を経て1813年から1914年までオーストリア・ハンガリー帝国の支配であった。

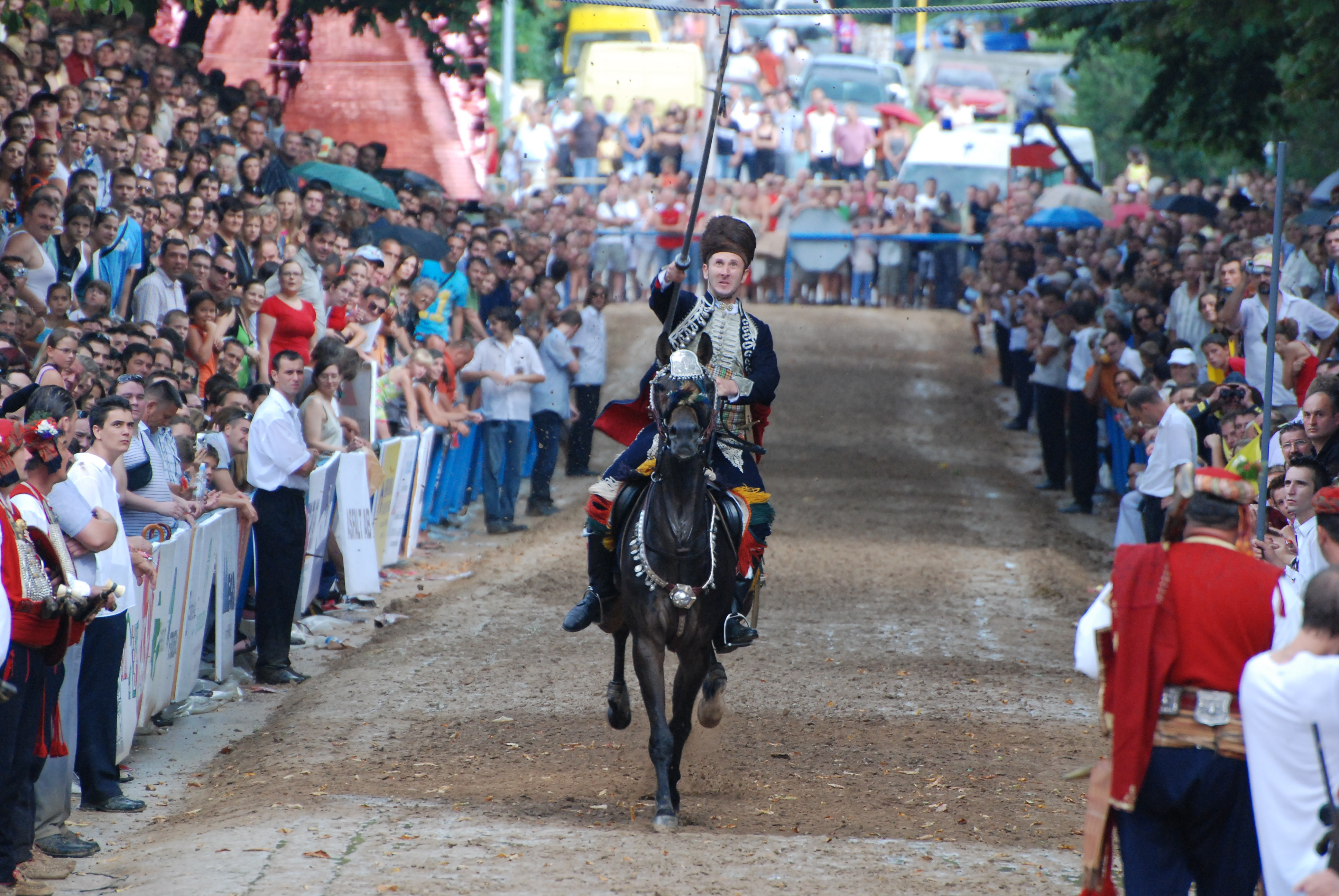
Alka

## みどころ
アルカ（Alka）と呼ばれる伝統的な競技が毎年8月の第1週に行われている。競技者は馬で全速力で駆け抜け地上3.2m上の鉄輪の中心を槍で狙う。アルカの参加者はセティーナ地方出身の成人男性に限られている。今日では多くの観光客が訪れメディアにも多く取り上げられている。旧市街を囲む古い城壁や中心部の時計塔なども見所に値する。

## 姉妹都市
- モンテマルチャーノ、イタリア
- サンセポルクロ、イタリア
- バルバン（英語版）、クロアチア
- ジャコヴォ、クロアチア
- ヴコヴァル、クロアチア
- シベニク、クロアチア
- トロギル、クロアチア
- プロゾル＝ラマ（英語版）、ボスニア・ヘルツェゴビナ

## シニ出身の人物
- ミルコ・フルゴビッチ - サッカー選手
- アンテ・ヴクシッチ - サッカー選手